# Escallonia virgata
Escallonia virgata är en tvåhjärtbladig växtart som först beskrevs av Hipólito Ruiz López, Pavón, och fick sitt nu gällande namn av Christiaan Hendrik Persoon. Escallonia virgata ingår i släktet Escallonia och familjen Escalloniaceae. Inga underarter finns listade i Catalogue of Life.

## Bildgalleri

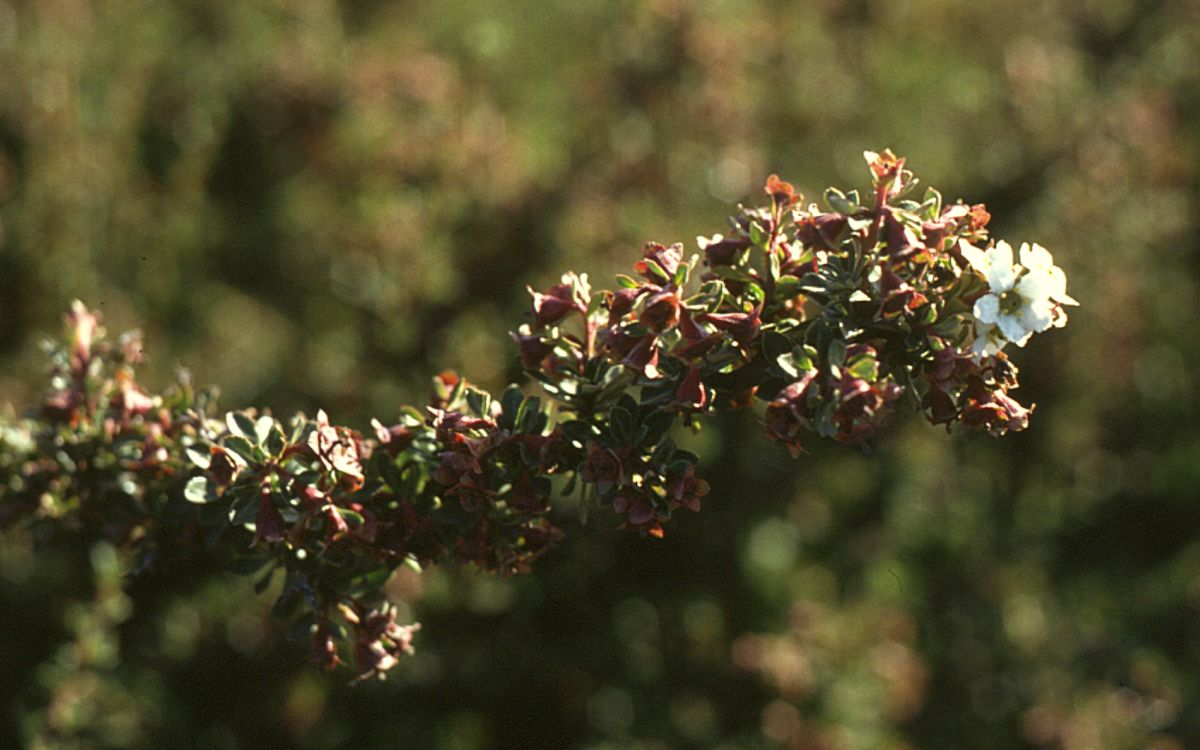
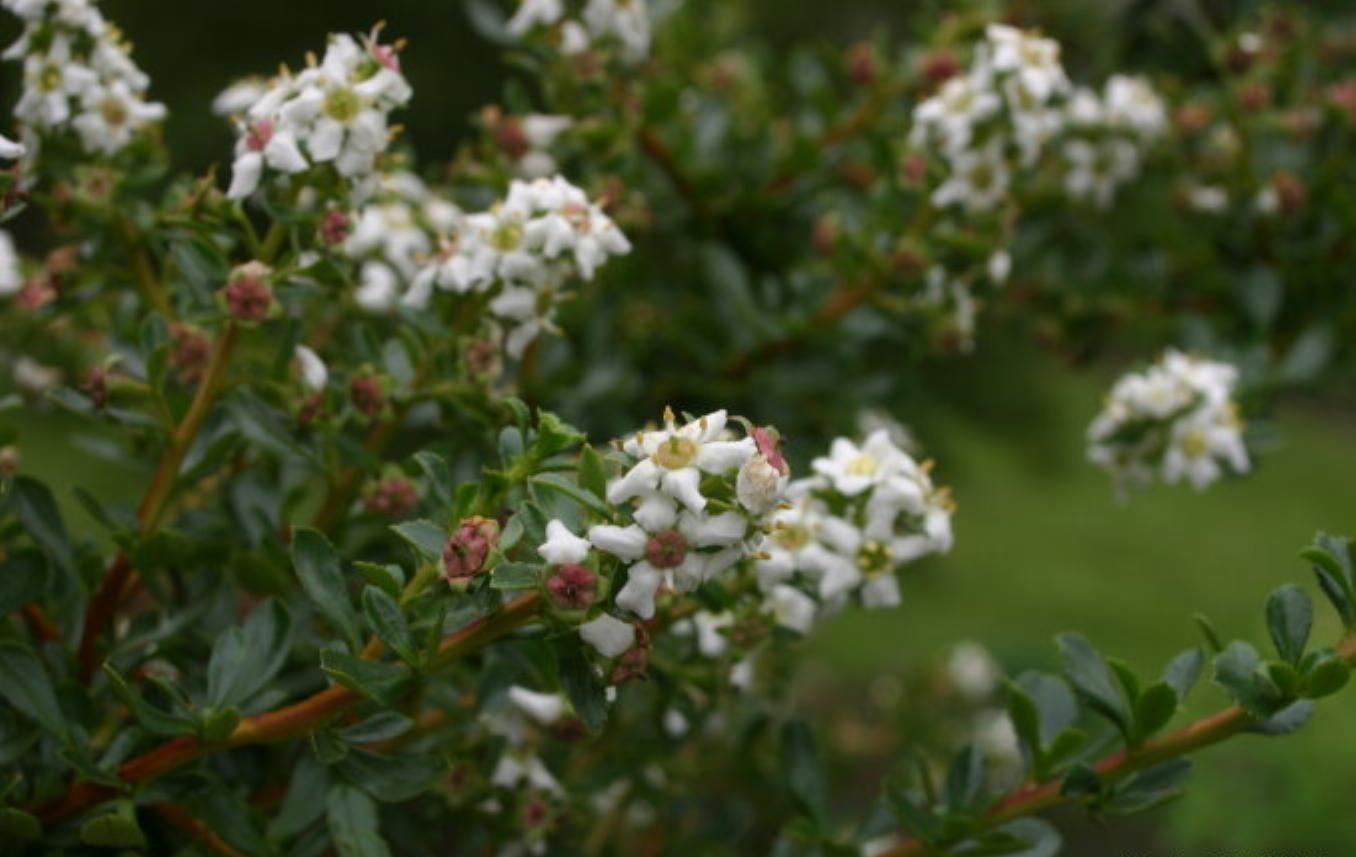
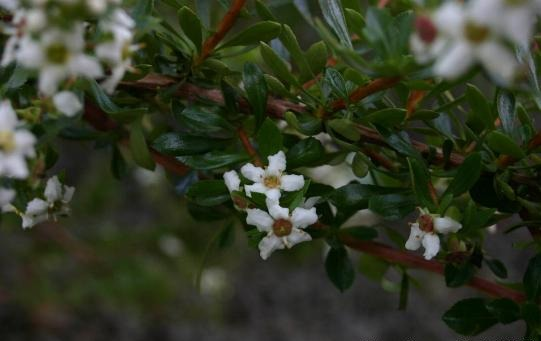